# 9137 Remo
9137 Remo (2114 T-2) là một tiểu hành tinh vành đai chính được phát hiện ngày 29 tháng 9 năm 1973 bởi C. J. van Houten ở Palomar.